# Museu de Arte de Akron
O Museu de Arte de Akron (Akron Art Museum em inglês) é um museu de arte em Akron, Ohio, Estados Unidos. 
O museu foi inaugurado no dia 1º de fevereiro de 1922, com o nome Instituto de Arte de Akron. Ele ficava localizado em duas salas emprestadas, no porão da biblioteca pública. O Instituto oferecia aulas de apreciação artística, as quais eram organizadas por Edwin Coupland Shaw e sua esposa, Jennifer Bond Shaw. Sua primeira casa permanente foi a Biblioteca Pública de Akron, um prédio da Carnegie Library, onde permaneceu entre 1948 e 1981. O museu cresceu consideravelmente desde 1922. O novo museu foi aberto ao público no dia 17 de julho de 2007, e hospeda exibições de coleções tanto nacionais quanto internacionais.

## Coleções
O Museu de Arte de Akron possui 20 000 pés quadrados (1 900 m2) de espaço dedicado à exibição de sua coleção de arte, com produções desde a década de 1850. O museu também abriga shows de coleções nacionais e internacionais.

### 1850–1950[4]
A arte ocidental criada entre as décadas de 1850 e de 1950 é exibida no primeiro andar do edifício, que possui um estilo arquitetônico da Itália renascentista de 1899. As duas primeiras salas apresentam exemplos de realismo da virada do século e impressionismo americano. Duas salas exploram o modernismo e o regionalismo do nordeste de Ohio, de 1910 a 1950. Uma última sala é dedicada inteiramente ao trabalho de William Sommer, um artista do nordeste de Ohio. Essas galerias incluem pinturas de Thomas Wilmer Dewing e Frederick Carl Frieseke.

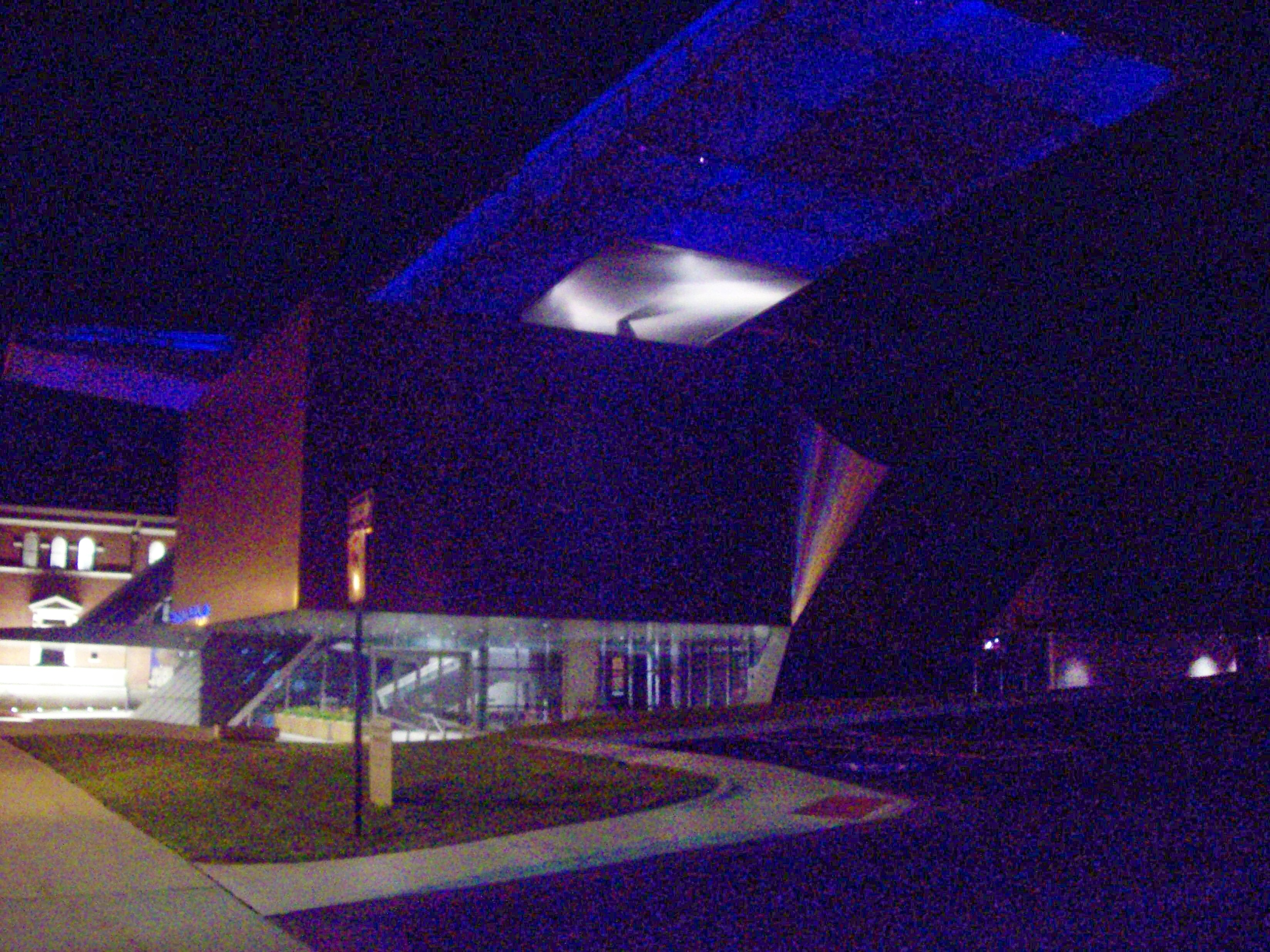
Museu de Arte de Akron Art com teto iluminado

### 1950 até o presente[4]
A arte desde a década de 1950 é destacada ao longo de oito salas, localizadas no edifício Knight do museu, criado em 2007. Essas galerias refletem o estilo eclético da arte do final do século XX através de exemplos de pintura e escultura pós-modernas, fotorrealismo e pop art. Em exibição, está Linda, de Chuck Close; Brillo Boxes e Single Elvis, em serigrafia, de Andy Warhol; e a escultura em relevo de Elijah Pierce, escultor e pregador de Ohio, The Wise and Foolish Virgins and Four Other Scenes.

## Exposições temporárias
As principais exposições temporárias são realizadas no segundo andar do Edifício Knight. Essas exposições incluem shows itinerantes, como American Chronicles: The Art of Norman Rockwell e shows organizados pelo museu, como A Shared Vision: The Fred and Laura Ruth Bidwell Photography Collection. O museu também possui mais de 2 000 pés quadrados (190 m2) reservados para exibições privadas de artistas emergentes ou em ascensão, projetos de arte comunitários e exposições de mídia fotográfica.

## Edifício Knight

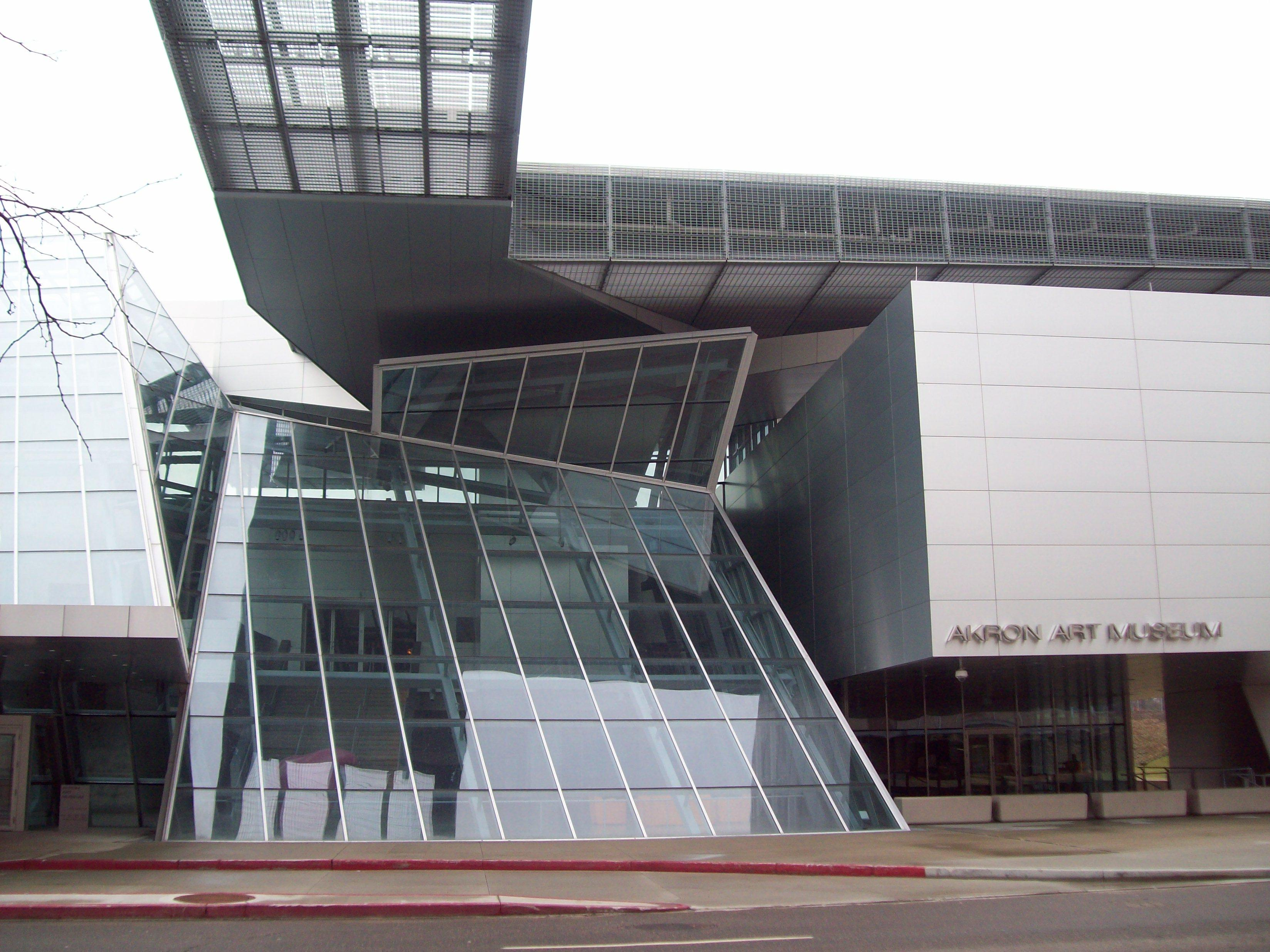
Vista frontal do Museu de Arte de Akron

O Edifício "John S. e James L. Knight", de 63 000 pés quadrados (5 900 m2), foi projetado pelo escritório de arquitetura vienense Coop Himmelb(l)au, após uma competição internacional. A empresa foi escolhida em parte pelo seu uso adaptativo de edifícios históricos, com o Edifício Knight sendo o primeiro projeto da empresa nas Américas. A inauguração do novo edifício foi realizada no dia 22 de maio de 2004.
O design de Coop Himmelb(l)au adiciona espaço extra à galeria, um auditório e cafeteria ao edifício de 1899 do museu, utilizando elementos visuais contrastantes, surpreendentes e elegantes.
O “Crystal”, que é um saguão de vidro de três andares que serve como entrada pública e como foco visual, que liga a programação artística, educacional, administrativa e pública do museu; a “Gallery Box”,  que é composta pelas galerias Arnstein, Haslinger, Bidwell e Isroff, acomoda a coleção e as exposições temporárias do museu; e a "Roof Cloud",  uma estrutura de 327 pés (100 m) composta de aço e alumínio que se estende sobre o antigo e o novo, servindo de marco para o centro de Akron, que um crítico descreveu como "um jacaré mecânico devorando uma agência de correios Beaux Arts".
A expansão aumentou drasticamente a capacidade do museu de apresentar exposições itinerantes e de organizar suas próprias exposições privadas. A expansão também permite a exibição de grandes obras raramente vistas, incluindo Surf de Elliot Torrey, a primeira obra a fazer parte da coleção do Instituto de Arte de Akron, em 1923.
"O design adota o passado, em vez de substituí-lo ou destruí-lo", disse o fundador da Coop Himmelb(l)au, e arquiteto principal do projeto, Wolf D. Prix. “Ela utiliza arquitetura para criar um espaço público dentro da cidade, e um espaço privado dentro de nossas próprias almas - reinventando a cidade e a nós mesmos ao mesmo tempo.”